# Merapi
El Merapi (Muntanya de foc) és el volcà més actiu d'Indonèsia, situat al centre de l'illa de Java, i un dels més actius del món, produint periòdicament núvols ardents (awan panas, o "núvols calents" en indonesi).
Aquest estratovolcà de vulcanisme explosiu està situat al centre de l'Illa de Java al punt de contacte de la placa indo-australiana i la placa eurasiàtica, sobre el Cinturó de foc del Pacífic.
Considerat com el més perillós d'Indonèsia, ha sigut equipat des del 1924 d'un sismògraf i des del 1952 se li ha dedicat un observatori situat a Yogyakarta, anomenat en 1985 com Merapi Volcano Observatory (M.V.O.). Posteriorment, el desembre de 1997, va ser rebatejat com a Volcanology Technical Research Center (V.T.R.C.) treballant en col·laboració amb científics estrangers de diversos països (Alemanya, França, Japó, Estats Units…)
Sobre els vessants del volcà, viuen els 800.000 habitants de Yogyakarta, a tan sols 25 km al sud del cràter. Alguns pobles es troben enfilats a 1.700 m d'alçada mentre que el volcà culmina a 2.914 m. Són al voltant de 1.3 milions d'habitants els que viuen sota l'amenaça d'una explosió del volcà i de les avingudes de fang produïdes per les pluges tropicals sobre els potents dipòsits de cendres. Les comunitats més exposades a una catàstrofe són les dels pobles de Kinaherjo, Pelemsari, Kalitengah, Kaliadem, Ngangkah, Turgo (pakem) i Tritis (turi).
Volcà molt actiu, fa petites erupcions cada dos o tres anys, i de més importants cada deu-quinze anys. Erupcions importants van tenir lloc el 1006, 1786, 1822, 1872 (la més important de la història moderna) i el 1930, on tretze poblacions van ser destruïdes i més de 1400 persones mortes pels fluxos piroclàstics que s'esdevingueren.

## Darreres erupcions importants
- 1672: Un flux piroclàstic mata al voltant de 3.000 persones.[1]
- 1930-31: Una explosió fa uns 1.300 morts.[2]
- 1954: 64 persones moren arran d'una erupció.[3]
- 1976: 28 morts i 1.176 persones privades d'habitatges.[3]
- 1994 (22 de novembre): 63 morts,[2] 500 ferits, 6.000 habitants hauran de ser evacuats, degut a una avinguda de blocs de lava ardent que va sorprendre els habitants del vessant sud en plena jornada de treball.
- L'abril del 2006: El volcà es desperta i el govern indonesi considerà prudent evacuar 30.000 persones que vivien a les proximitats. El 4 de maig de 2006, 5.000 persones evacuaren el lloc per precaució. El 13 de maig, l'alerta passa al nivell 4 d'una escala de 4 graus. L'evacuació fou ordenada per a algunes poblacions i zones properes als rius. El 14 de maig les manifestacions volcàniques s'acceleren: Entre mitjanit i les 6 del matí hi hauran 23 núvols ardents i 66 sacsejades provocades per allaus de blocs. Més de tres mil persones es refugien als camps d'acollida preparats. El 15 de maig, un núvol roent es produeix cada tres minuts aproximadament, d'una llargada aproximada de 2,5 km, sovint en direcció dels rius Boyong, Krasak i Gendol. El dom s'aixecà uns 95 m. El 17 de maig, els núvols ardents augmenten encara més. El 19 de maig, en baixen la seva intensitat.
- El dissabte 27 de maig de 2006, a 5h 54 minuts hora local(23.54 GMT), un violent sisme de magnitud 6,2 a l'Escala de Richter, es produeix al centre de l'illa de Java. El volcà Merapi recupera energia i el núvol de fum aixecat altera la climatologia de la zona fins a una gran distància.
- Octubre i novembre de 2010: L'erupció que s'inicià el 26 d'octubre amb l'expulsió de cendres i gasos causant una vuitantena de morts[4] (un mínim de 38 morts en la segona erupció del 4 de novembre).[2] La primera erupció va anar acompanyada d'un tsunami que matà a persones 500 i provocà el desplaçament de 69.000 habitants.

## Labuhan
El Merapi és considerat com un lloc sagrat per als javanesos. A Yogyakarta, és una de les dues extremitats d'un eix simbòlic que l'uneix al Mar del Sud -és a dir, amb l'oceà Índic, passant pel Kraton (Palau Reial)- de Yogyakarta.
Segons la tradició, Senopati, el primer sobirà del segon Regne de Mataram, tenia una relació profunda amb els mestres espirituals del Merapi. Aquests últims prometeren protegir el regne. Per a preservar aquesta relació, la cort de Yogyakarta nomena un servidor particular juru kunci o "guardià" del Merapi, el qual resideix a la vila de Kinahrejo al vessant sud del volcà. L'actual juru kunci és Mbah ("Avi") Maridjan.
Cada any, la cort de Yogyakarta observa un labuhan o ofrena en honor del Merapi.

## Homonímia
El volcà no ha de ser confós amb altres dos volcans indonesis, el Merapi del grup Ijen a la província de Java Est i el Merapi, situat a la província de Sumatra Oest.